# Santuario de la Virgen de Guadalupe
El Santuario de la Virgen de Guadalupe, (conocido antes cómo catedral de Tijuana) es un templo católico dedicado a Nuestra Señora de Guadalupe, localizado en el centro histórico de la ciudad de Tijuana. La construcción actual data de la década de 1950, aunque sus antecedentes se remontan a finales del siglo XIX. Por esta razón fue declarada monumento histórico por el INAH en 2012. El templo ha tenido la misma ubicación desde 1902. Hasta la década de 1930 fue el único templo católico de la localidad. Ha tenido dos procesos de reconstrucción, uno entre 1931 y 1932, a cargo del sacerdote José Rosendo Núñez, y otro entre 1949 y 1956, bajo la dirección de los Misioneros del Espíritu Santo. El templo fue elevado al rango de catedral en 1964, con la creación de la diócesis de Tijuana.
Desde finales de los años 70 se han llevado a cabo gestiones para construir una nueva catedral en la Zona del Río. La última de estas iniciativas comenzó en 2017, a cargo del arzobispo Francisco Moreno Barrón. En 2022, el arzobispo confirmó el cambio de nombre, para dejar como Catedral de Tijuana, la obra en construcción ubicada en Zona Río.

## Historia

### Antecedentes
El testimonio más antiguo sobre la existencia de un templo católico en Tijuana data del año de 1888 y fue redactado por el sacerdote Luciano Osuna. En ese momento, la iglesia católica en Baja California estaba organizada como un vicariato apostólico, el cual era administrado por la diócesis de Sonora. Las poblaciones del norte de la península eran atendidas por misioneros provenientes de California. Osuna redactó un informe para las autoridades eclesiásticas de Sonora, donde dio cuenta de las precarias condiciones de la iglesia en las proximidades a la frontera con los Estados Unidos:
"En Tijuana hay un Oratorio que yo he construido a mi propia costa; es de adobe, techo de madera; altar de madera, dimensiones veinte y cuatro pies de largo por catorce de ancho y un cuartito adyacente. Aquí habrá como diez católicos. [...] Habrá otros 20 o 25 católicos diseminados en otros fuertes y añado que los pocos católicos que hay no conocen la obligación que tienen y no contribuyen al sostenimiento del culto y de su párroco."
Esta primera capilla de adobe, junto con las demás construcciones que conformaban el poblado de Tijuana, fueron destruidas por una inundación en 1891.

### El templo de madera
Tia Juana(Tijuana) pasó varios años sin un recinto de culto, aunque fue visitada por las autoridades eclesiásticas de Sonora y las del vicariato de Baja California, que entre 1895 y 1921 fue atendido por un grupo de misioneros italianos pertenecientes al que más adelante sería el Pontificio Instituto de las Misiones Extranjeras (PIME). A comienzos del siglo XX, un grupo de mujeres conformaron un comité para construir un nuevo templo, y el comerciante Alejandro Savín donó un terreno localizado entre la calle segunda y la avenida Niños Héroes. El 12 de diciembre se inauguró el nuevo templo y fue dedicado a Nuestra Señora de Guadalupe. Se trataba de un templo de madera, cuya construcción recuerda más a una iglesia protestante que a una católica. Algunas versiones señalan que fue construida y comprada en San Diego y luego trasladada a Tijuana.
Esta construcción tuvo algunas modificaciones durante los años 20, cuando la parroquia era atendida por el sacerdote italiano Severo Alloero, perteneciente al PIME, quien permaneció en Tijuana entre 1921 y 1926. En 1925 se conformó la fábrica de la iglesia, una organización parroquial destinada a recaudar fondos para la reconstrucción y ampliación del templo, que resultaba insuficiente debido al acelerado crecimiento de la población. Sin embargo, tuvieron que detener sus actividades debido a la suspensión del culto que tuvo lugar en 1926 y que marcó el inicio de la Guerra Cristera. Al parecer, los fondos reunidos se destinaron a la construcción de la parroquia de Nuestra Señora del Monte Carmelo en San Ysidro, California.
Las principales modificaciones de esta construcción ocurrieron durante la década de 1930, cuando la parroquia estaba a cargo del sacerdote José Rosendo Nuñez. Desde su llegada en 1929, Nuñez se propuso construir una nueva iglesia en la localidad. Aunque los católicos de Tijuana contaban con los recursos para hacerlo no les fue posible porque, de acuerdo con la legislación emanada de la Constitución de 1917, los templos eran propiedad de la nación y los terrenos en los que se encontraban no podían ser vendidos ni cedidos a particulares. Al final solo fue posible una remodelación, la cual también se vio interrumpida, esta vez, porque algunas autoridades intentaron nacionalizar el templo para convertirlo en una oficina de correos. Aunque estos planes no se concretaron, lograron expropiar la casa cural y la arrendaron a un particular. Nuñez salió exiliado del país en 1934.

### La construcción de la Catedral
La construcción de la actual catedral de Tijuana comenzó a finales de los años 40. Años antes se habían llevado a cabo algunos intentos, pero no fue posible porque una parte del terreno estaba ocupado por un particular. En 1944 sacerdote Modesto Sánchez propuso el empresario Enrique Aldrete convertir el edificio del Jai Alai en la catedral, pero eso tampoco se concretó. En 1947 se conformó el Comité Pro Santuario Guadalupano, presidido por Aldrete y con la participación de algunos grupos de la Acción Católica Mexicana. La reconstrucción inició en 1949, cuando la parroquia estaba a cargo del sacerdote Luis Gutiérrez y pronto fue sucedido por Salvador Sánchez, ambos Misioneros del Espíritu Santo, congregación encargada del vicariato de la Baja California entre 1939 y 1964. La obra fue dirigida por el ingeniero Conrado Mc Farland Rodríguez y fue terminada en 1956. El 27 de junio de ese año fue bendecida por el arzobispo de Guadalajara y cardenal José Garibi Rivera, cuando el párroco era Alberto Moreno. El 24 de enero de 1964, cuando se erigió la diócesis de Tijuana, con Alfredo Galindo como su primer obispo, el templo fue elevado al rango de catedral. El 24 de noviembre de 2006, cuando Tijuana fue elevada al rango de arquidiócesis, adquirió el rango de catedral metropolitana. Desde 2005 iniciaron las gestiones para que el edificio fuera considerado monumento histórico, cosa que se logró en julio de 2012, cuando adquirió dicho reconocimiento por parte del INAH.

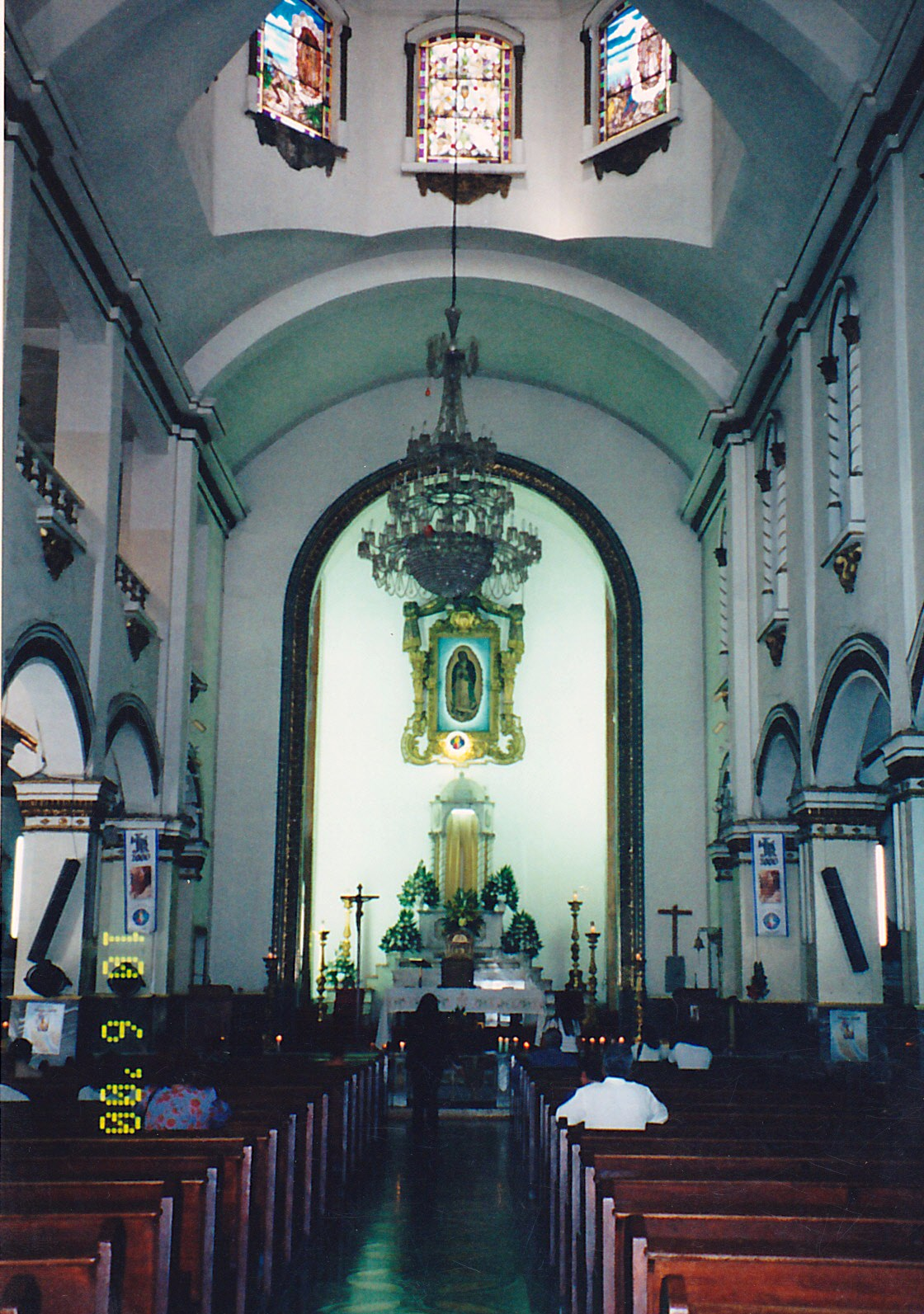
Interior del santuario.

## Arquitectura
La trayectoria del que fuera el primer templo católico de Tijuana deja ver algunos cambios destacados en su arquitectura. La primera capilla de adobe recuerda a las construcciones misionales de California a finales del siglo XIX, mientras que la iglesia de madera se asemeja más a un templo protestante del oeste de los Estados Unidos. Las modificaciones que se hicieron en los años 30 dejan ver un intento por que el inmueble se asemejara más a las construcciones católicas tradicionales en México. La catedral actual posee una fachada que recuerda al estilo misional californiano, así una cúpula y dos torres que no necesariamente forman parte de este estilo. No tiene atrio, pero recientemente se habilitó una pequeña plaza frente a ella.

## Actualidad
El Santuario de la Virgen de Guadalupe forma parte importante del paisaje urbano del centro histórico de Tijuana. No sólo atiende a los feligreses que asisten a misa los domingos y que acuden al templo para orar entre semana, sino también a numerosos peregrinos que visitan el lugar cada 12 de diciembre, muchos de ellos desde los Estados Unidos.
En 1978 el obispo Juan Jesús Posadas consiguió un terreno en la Zona del Río para construir ahí una nueva catedral. El proyecto cobró cierta importancia en 1996, con la llegada de obispo Rafael Romo Muñoz. No obstante, el nuevo inmueble aún se mantiene en construcción. En 2017 el arzobispo Francisco Moreno Barrón impulsó la creación de un nuevo patronato para este fin. Aunque no ha sido concluido, el espacio ya se encuentra habilitado para brindar los principales servicios religiosos.

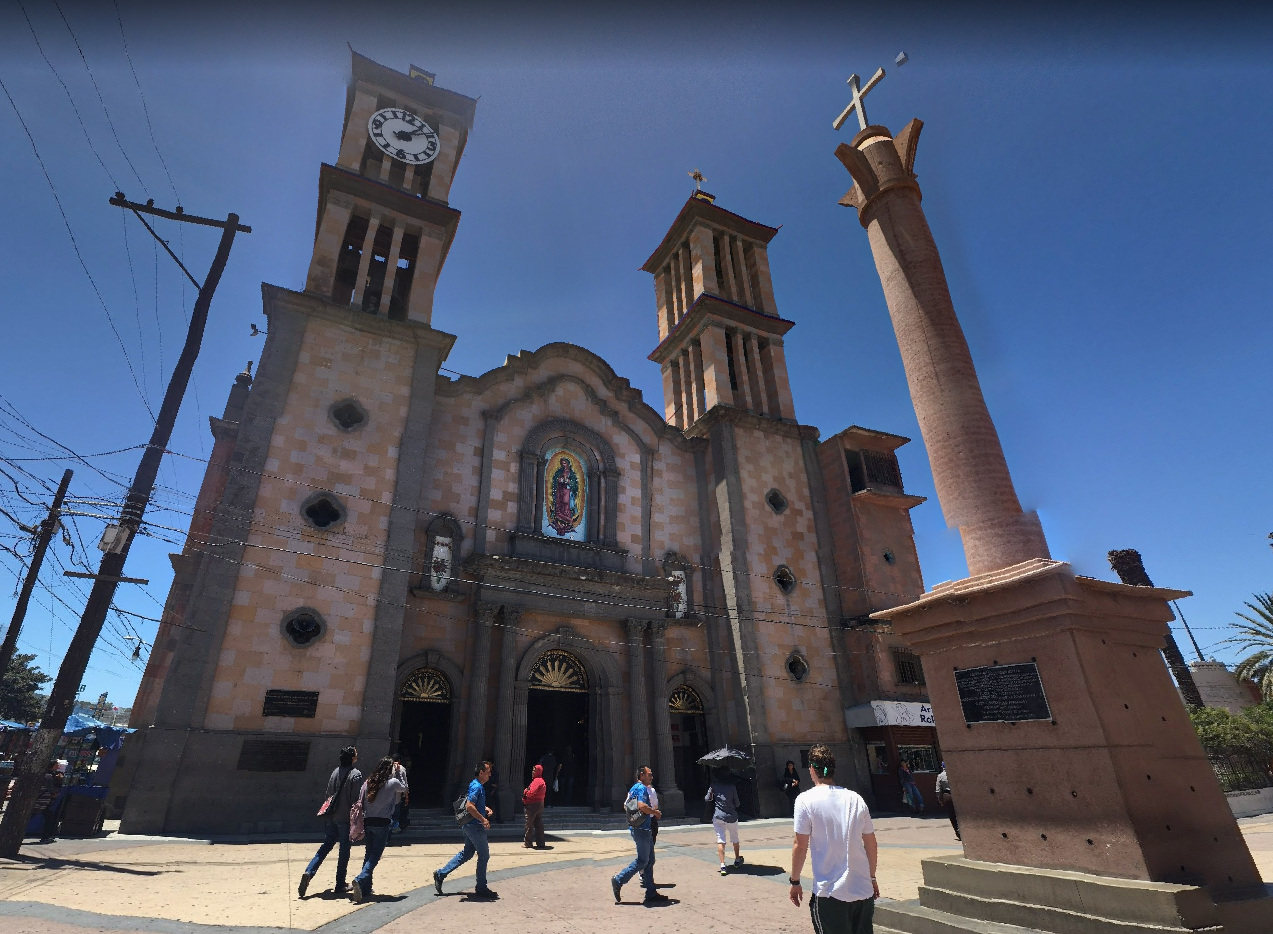
Plaza ubicada frente al santuario.